# Osornolobus thayerae
Osornolobus thayerae là một loài nhện trong họ Orsolobidae.
Loài này thuộc chi Osornolobus. Osornolobus thayerae được Raymond Robert Forster & Norman I. Platnick miêu tả năm 1985.